# Olga Drahonowska-Małkowska
Olga Drahonowska-Małkowska, ps. „Gaździna” (ur. 1 września 1888 w Krzeszowicach, zm. 15 stycznia 1979 w Zakopanem) – jedna z twórczyń polskiego skautingu, instruktorka harcerska, współautorka hymnu harcerskiego, założycielka szkół instruktorskich. Pośmiertnie odznaczona Orderem Orła Białego.

## Życiorys

### Młodość
Olga Drahonowska-Małkowska urodziła się 1 września 1888 w Krzeszowicach jako druga córka Karola i Zofii Drahonowskich. Ojciec jej, pochodzenia ormiańskiego, był zarządcą dóbr hr. A. Potockiego w Małopolsce. Matka Zofia pochodziła z mieszczańskiej rodziny czeskiej. Z kilkorga dzieci uchowała się Wilhelmina (o niebieskich oczach i kasztanowych włosach swojej matki) i Olga (o temperamencie, ciemnych oczach i włosach, i klasycznych rysach swego ojca), reszta zmarła na choroby płucne. Mimo czeskich korzeni matki od dziecka podkreślała swą polskość.
Do roku szkolnego 1911/1912 kształciła się w C. K. Państwowej Szkole Przemysłowej we Lwowie (sala publiczna rysunków, malarstwa i modelowania). Szkołę i gimnazjum ukończyła eksternistycznie, zdając tylko kolejne egzaminy w Krakowie, zresztą zawsze z najlepszymi notami. Po maturze wstąpiła do Konserwatorium Galicyjskiego Towarzystwa Muzycznego we Lwowie, gdzie wkrótce ujawniła swe talenty jako poetka i rzeźbiarka. Była również instruktorką wychowania fizycznego w „Sokole”, rozwijała pasje sportowe (jazda konna, pływanie, łyżwiarstwo, narciarstwo, gimnastyka), działała także w organizacji wychowania narodowego Eleusis. Z Eleusis pozyskał ją Małkowski do niepodległościowego „Zarzewia”, gdzie szybko poznała tajniki służby wojskowej, zdobywając stopień porucznika Polskich Drużyn Strzeleckich.

### Skauting
26 lutego 1911 na spotkaniu członków największych organizacji młodzieżowych we Lwowie została podjęta decyzja o stworzeniu skautingu na ziemiach polskich. Uzyskanie poparcia naczelnika „Sokoła” dr. Kazimierza Wyrzykowskiego pozwoliło na zorganizowanie w okresie od marca do maja 1911 pierwszego kursu instruktorskiego. 21 maja 1911 powstała Komenda Skautowa we Lwowie. Dzień później Andrzej Małkowski wydał rozkaz, w którym powołał pierwsze drużyny skautowe.
Pierwszą żeńską (trzecią według kolejności) drużynę skautową we Lwowie (III Lwowska Drużyna Skautek im. Emilii Plater) objęła (jako drużynowa) Olga Drahonowska. Była również pierwszą komendantką skautek w Naczelnej Komendzie Skautowej w latach 1911–1912.
Gdy w marcu 1912 na I Zjeździe we Lwowie harcerstwo przyjęło jednomyślnie charakter organizacji abstynenckiej, Olga Drahonowska została powołana w skład zarządu oddziału lwowskiego Eleuterii-Wyzwolenia, a prowadzona przez nią I żeńska III Lwowska Drużyna Skautek im. Emilii Plater otrzymała świetlicę w lokalu tej organizacji skupiającej cały polski ruch abstynencki zaboru austriackiego. We wrześniu 1912 roku w „Skaucie” nr 23 ukazał się przystosowany do melodii rewolucyjnej pieśni „Na barykady ludu roboczy” wiersz Ignacego Kozielewskiego „Wszystko, co nasze, Polsce oddamy”, uzupełniony refrenem „Ramię pręż, słabość krusz”. Nosił tytuł „Marsz skautów” i stał się później hymnem ZHP. Przystosowanie i uzupełnienie hymnu było dziełem Olgi Drahonowskiej – wykonanym za zgodą autora.
W czerwcu 1913 opuściła Lwów udając się na leczenie do Zakopanego. Przybyli tam również Andrzej Małkowski i ks. Kazimierz Lutosławski, który udzielił im ślubu 19 czerwca. Po wyleczeniu nacieku w płucu Olga Małkowska założyła i prowadziła w Zakopanem harcerstwo żeńskie, od sierpnia 1914 (gdy Małkowski po wybuchu I wojny światowej wyruszył do Legionów), również drużynę męską. Po zabraniu do wojska austriackiego listonoszy i górali zorganizowała skautową pocztę, pomoc żniwną dla góralek, ochronkę dla opuszczonych dzieci i skautową straż porządkową pełniącą nocną służbę. Równolegle do ochronki powstała „Herbaciarnia”, miejsce, w którym skautki podawały tanio lub bezpłatnie jedzenie dla ubogich i zapewniały opiekę dzieciom z okolicy, gdy ich domy nie były opalane. W niedziele skautki urządzały przedstawienia lalkowego teatrzyku, który był ilustracją do opowiadań czytanych przez Olgę. Pod jej komendą skauci stworzyli tajne składy broni w górach: w Dolinie Kościeliskiej, na Hali Pysznej, w Dolinie Roztoki, w Murzasichlu i w grotach Nosala. W lutym 1915 po próbie ogłoszenia przez Andrzeja Małkowskiego Republiki Podhalańskiej jako zaczątku niepodległej Polski policja austriacka wykryła te magazyny, a druhna Olga z mężem tylko dzięki ostrzeżeniu przez górali zdołała uniknąć aresztowania.

### Na obczyźnie
Poprzez Wiedeń przedostali się w marcu 1915 do Szwajcarii, a stamtąd do USA, gdzie Stanisław Osada wezwał Andrzeja Małkowskiego do zorganizowania harcerstwa polonijnego. Tam przyszedł na świat 30 października 1915 r. syn Olgi i Andrzeja, nazwany przez nich Lutykiem, z którym Olga rok później wróciła do Europy. W lutym 1917 roku, gdy plany utworzenia polskiego Legionu w Kanadzie upadły, przeniosła się z Francji do Szwajcarii. Poczta tego neutralnego kraju odmówiła doręczania żołdu Andrzeja z wojska kanadyjskiego, więc aby utrzymać siebie i dziecko podjęła ciężką pracę fizyczną w gospodarstwie ogrodniczym w Chexbres, traktując to jako jeszcze jedną próbę harcerską. Od końca 1917 uczyła muzyki w École Nouvelle w Lozannie, a od 1918 w polskiej szkole w Londynie, którą założyła na prośbę Polish Relief Fund.
Później zamieszkała w Torquay jako kustosz zbiorów osiadłej tam po 1863 rodziny Krajewskich, które miały zostać przekazane Polsce po odzyskaniu niepodległości (tak się też stało). Uczyła tam również muzyki i wychowania fizycznego, organizując i prowadząc drużynę skautek i wilcząt.

### Powrót do Polski
W listopadzie 1921 Olga z Lutykiem wrócili do Polski. W zakopiańskiej Szkole Gospodarstwa Domowego prowadziła naukę angielskiego i gimnastyki, a dla Ślązaczek specjalne kursy języka polskiego, literatury, historii i geografii. W 1922 zapoczątkowała trzymiesięczną szkołę instruktorek ZHP w Kuźnicach. W 1924 była komendantką Zlotu Harcerek w Świdrze pod Warszawą, a następnie polskiej delegacji na III światową konferencję skautek w Foxlease w Anglii. W 1925 założyła Szkołę Pracy Instruktorskiej i Pracy Harcerskiej w Sromowcach Wyżnych, kierując tą placówką i rozbudowując ją do 1939. Po Dworku Cisowym (szkoła) powstały tam Orle Gniazdo w 1927 i Dom Ludowy dla wsi (spalony w 1945), Watra (1929) i czorsztyńska Pustelnia (1930). Latem 1931 Olga Małkowska kierowała w Sromowcach pierwszym obozem żeńskim Studium W-F Uniwersytetu Jagiellońskiego.
Szkołę Pracy Harcerskiej uznano za ośrodek nowego typu, promieniujący ideą harcerską na społeczeństwo. W 1927 władze ZHP obdarzyły ją godnością harcmistrzyni Rzeczypospolitej.
W 1932 prowadziła VII światową konferencję skautek w ośrodku harcerskim na Buczu w Górkach Wielkich – uczestniczki jednomyślnie wybrały druhnę Małkowską do Komitetu Światowego Skautek, na konferencji następnej w Abelboden w Szwajcarii, w roku 1934 powierzając jej wizytację skautek w Czechosłowacji, Austrii i Rumunii. Została także wybrana skautową delegatką w Komitecie Opieki nad Dziećmi i Młodzieżą w Lidze Narodów.

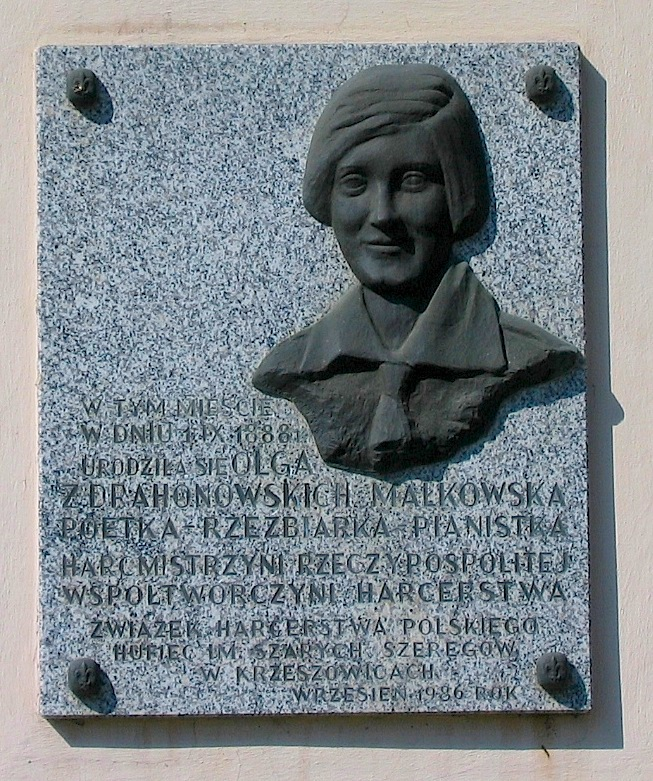
Krzeszowice, tablica pamiątkowa ku czci Olgi Małkowskiej

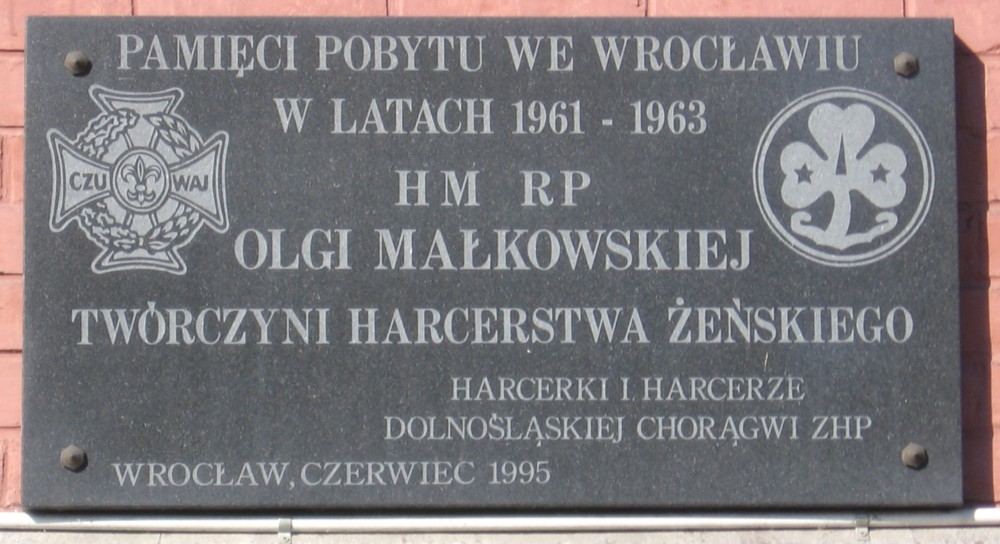
Tablica pamiątkowa na ścianie budynku, w którym mieści się siedziba Chorągwi Dolnośląskiej ZHP

### Okres II wojny światowej
Po klęsce wrześniowej w 1939 uległa naleganiom syna i w obawie przed gestapo opuściła kraj. Dotarła do Wielkiej Brytanii. Tam w Dartmouth założyła Dom Dziecka Polskiego, przeniesiony po nalotach Luftwaffe do Szkocji, do posiadłości Castlemains koło Douglas w Lanarkshire. Obok polskiej szkoły, gimnazjum i harcerstwa powstała też placówka dla żołnierzy, którzy mogli odtąd swe urlopy spędzać w towarzystwie polskich dzieci, w polskiej atmosferze.
W 1942 Olgę Małkowską powołano do władz ZHP. Została przewodniczącą Komitetu Naczelnego ZHP na czas wojny. Uczestniczyła tam również w pracach sięgających przyszłości, organizując GIS (Guides International Service) – skautową służbę międzynarodową niosącą pomoc dzieciom na terenach wyzwalanych spod okupacji hitlerowskiej. Poprzez Caritas GIS dostarczała żywność dzieciom zniszczonej Warszawy.

### Po wojnie
W latach 1948–1960 Olga Małkowska prowadziła kolejny sierociniec Polish Children’s Home w Hawson Court, w posiadłości opodal Buckfastleigh w hrabstwie Devon. W 1959 zorganizowała wycieczkę dzieci do Polski. Sama wróciła do kraju w 1961 (jej syn Lutyk Małkowski pozostał w Wielkiej Brytanii, gdyż tam założył rodzinę.) Osiadła początkowo we Wrocławiu, a w 1964 na stałe w Zakopanem, gdzie zamieszkała w drewnianym domku przy ul. Małe Żywczańskie 17A. W 1966 Rada Państwa przyznała jej rentę dla zasłużonych.
Olga Małkowska zmarła 15 stycznia 1979. Spoczywa na Nowym Cmentarzu w Zakopanem przy ul. Nowotarskiej (kw. K6-1-2). Nad grobem wznosi się granitowy pomnik poświęcony twórcom polskiego harcerstwa dłuta zakopiańskiego rzeźbiarza Henryka Burca.

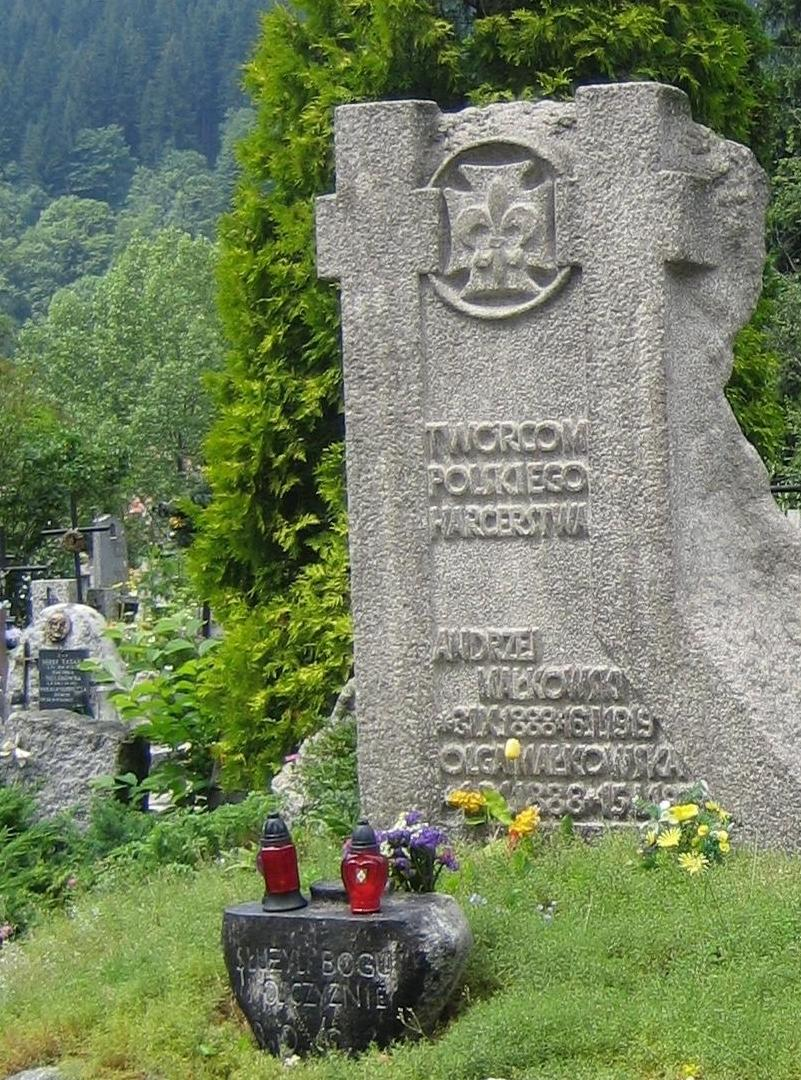
Pomnik Andrzeja i Olgi Małkowskich na Nowym Cmentarzu w Zakopanem autorstwa Henryka Burzeca

## Ordery i odznaczenia
- Order Orła Białego (11 listopada 2018; pośmiertnie)[8]
- Krzyż Niepodległości
- Krzyż Oficerski Orderu Odrodzenia Polski
- Krzyż Kawalerski Orderu Odrodzenia Polski (10 listopada 1928)[9]
- Srebrny Krzyż Zasługi (6 grudnia 1926)[10]
- Medal Dziesięciolecia Odzyskanej Niepodległości (1928)
- Honorowy Krzyż Harcerski z Czasów Walk o Niepodległość (1938)
- Odznaka ZHP „Wdzięczności” (1921)
- Odznaka Pamiątkowa Dawnych Harcerzy Małopolskich (1937)[11]
- Odznaka 50-lecia ZHP poza Granicami Kraju (1961)
- Honorowa Odznaka Przyjaciela Dziecka (1966)
- Angielski skautowy Brązowy Krzyż Zasługi (1939)
- Odznaka Wdzięczności Światowej Organizacji Skautek

## Upamiętnienie
Uchwałą z 7 lutego 2008 Senat RP zdecydował o ustanowieniu roku 2008 Rokiem Andrzeja i Olgi Małkowskich. Z tej okazji Poczta Polska wydała m.in. okolicznościową kartkę pocztową.
Wizerunek Olgi Małkowskiej wraz z mężem widnieje na rewersie srebrnej monety kolekcjonerskiej o nominale 10 złotych wyemitowanej przez Narodowy Bank Polski w 2010 r. z okazji setnej rocznicy istnienia Harcerstwa Polskiego.
Miejsca i obiekty upamiętniające
- Krzeszowice: skwer Olgi Drahonowskiej-Małkowskiej
- Ostrów Wielkopolski: ulica Olgi i Andrzeja Małkowskich
- Ostrzeszów: ulica Olgi i Andrzeja Małkowskich
- Rzeszów:
  - tablica pamiątkowa na ścianie teatru im. Wandy Siemaszkowej
  - 15 czerwca 2002 odbyła się uroczystość nadania imienia Olgi i Andrzeja Małkowskich Chorągwi Podkarpackiej ZHP[15]
- Sanok: drzewo pamiątkowe (platan) w parku miejskim im. Adama MickiewiczaSkwer imienia dh. Olgi i Andrzeja Małkowskich w Świnoujściu

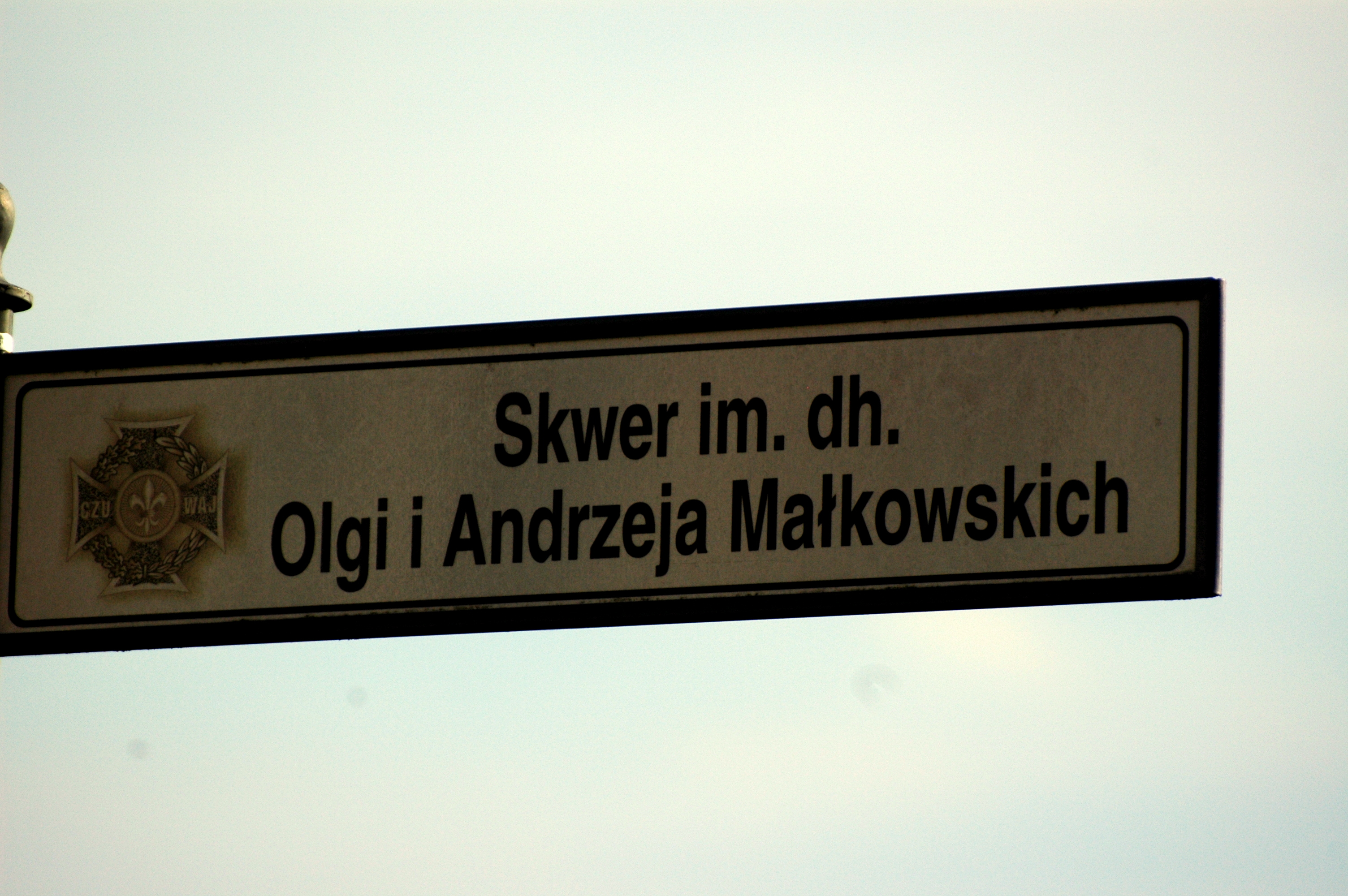
Skwer imienia dh. Olgi i Andrzeja Małkowskich w Świnoujściu

- Stalowa Wola: rondo im. Olgi i Andrzeja Małkowskich
- Świnoujście: Skwer dh Olgi i dh Andrzeja Małkowskich
- Tarnobrzeg: rondo im. Olgi i Andrzeja Małkowskich
- Tomaszów Mazowiecki: ulica Olgi i Andrzeja Małkowskich
- Warszawa: skwer im. Olgi i Andrzeja Małkowskich na Mokotowie, między ul. Puławską, Okolską i skarpą warszawską; na skwerze głaz pamiątkowy z repliką tablicy z ul. Łazienkowskiej (odsłoniętą w 1988 r.)
- Wrocław: ulice Olgi Drahonowskiej i Andrzeja Małkowskiego w dzielnicy Krzyki oraz tablica pamiątkowa przy siedzibie Komendy Chorągwi Dolnośląskiej ZHP (ul. Nowa 6)
- Sromowce Wyżne : szkoła podstawowa im. dh. Olgi Małkowskiej (ul.Nas Zalew 12) oraz ulica Olgi Małkowskiej
- Zakopane:
  - pomnik Olgi i Andrzeja Małkowskich na Nowym Cmentarzu (odsłonięty w 1981 r.) autorstwa Henryka Burzeca[16]
  - Muzeum Harcerskie im. Olgi i Andrzeja Małkowskich w Zakopanem